# Односторонняя уступка
Односторонняя уступка  — модель поведения в переговорах, которая предполагает отказ одной из сторон от своих личных интересов, готовность пожертвовать ими для удовлетворения другой стороны, пойти ей навстречу. Обычно эту стратегию использует сторона, которая наиболее заинтересована в итоге, удовлетворяющем противоположную сторону переговоров.
Уступка уменьшает собственные запросы стороны, чтобы позволить другой стороне достигнуть желаемого результата.

## Смысл односторонней уступки
Односторонняя уступка в самом начале переговоров используется, чтобы продемонстрировать другой стороне свои будущие действия.
- Малая первоначальная уступка в совокупности с высоким исходным предложением и выраженной стартовой установкой обозначают твёрдую позицию переговорщика;
- Существенная первоначальная уступка в совокупности с умеренным стартовым предложением и разумной установкой с готовностью сотрудничать сообщают об установке переговорщика на гибкость.

Достаточно крупная односторонняя уступка стороны является своеобразным шагом к снижению напряжённости переговоров. Кроме того, такое действие провоцирует вторую сторону поступить аналогично. Подобная очевидная и недвусмысленная уступка говорит о желании стороны изменить текущие отношения с противоположной стороной.
Уступка, совершённая в результате обмена информацией во время переговоров, предполагает, что данной стороне больше не придется идти на уступки.
Мелкая уступка, совершённая одной стороной в не очень приоритетном для этой стороны вопросе может являться значимой для противоположной стороны, что говорит о желании уступившей стороны дать почувствовать преимущество противоположной стороне.
Уступка с чьей-то стороны в ответ на инициативу другой стороны является поддержкой позитивных действий противоположной стороны и демонстрацией желания и готовности к поиску новых соглашений.

## Использование односторонней уступки
1. Используя слово «если» перед уступкой и связывая её с конкретными условиями, переговорщик обеспечивает защиту выдвинутых предложений, поскольку без выполнения поставленных условий уступка выполнена не будет.[4]
2. Перед тем, как идти на уступку, переговорщику должен узнать о приоритетах противоположной стороны, чтобы найти предложение, имеющее значимость для противоположной стороны и не очень значимое для стороны уступающего переговорщика.[3]
3. Прежде чем идти на уступку, переговорщику необходимо оценить, насколько противоположная сторона заинтересована в заключении соглашения, в противном случае переговорщик может уступить, но не получить взаимной уступки в ответ.
4. Собираясь идти на уступку, переговорщику стоит помнить об обязательстве выполнения достигнутых соглашений,[2] так как в случае невыполнения заявленной уступки результат всех переговоров будет сведен к нулю.[1]
5. Переговорщику не стоит идти на слишком много уступок, поскольку у противоположной стороны может сложиться впечатление о чрезвычайно низких запросах переговорщика.[2]
6. При совершении уступок переговорщику следует помнить о собственных интересах, чтобы в погоне за удовлетворением интереса противоположной стороны добиться желаемого.[1]
7. Переговорщику следует сделать так, чтобы противоположная сторона первой пошла на уступки по более важному вопросу, тогда как сам переговорщик сможет уступить в менее значимом вопросе.
8. Ответственные и наиболее значимые уступки переговорщику следует немного приберечь, поскольку чем дольше противоположная сторона будет их ждать, тем более высоко возрастет значимость этих уступок.
9. Переговорщику не следует бояться отказываться от предложенной им ранее уступки;
10. Чтобы иметь возможность идти на уступку в течение переговоров, переговорщику следует ставить более высокие цели, но они должны быть подкреплены аргументами.[3]